# Bernwiller (commune déléguée)
Ne doit pas être confondu avec Bernweiler.
Bernwiller est une ancienne commune de la couronne périurbaine de Mulhouse située dans le département du Haut-Rhin, en région Alsace, dans la région historique et culturelle d'Alsace.

## Géographie
Située sur les collines séparant la vallée de la Largue de celle de la Doller, à  10 km d'Altkirch, 19 km de Thann et 16 km de Mulhouse, la commune est desservie par l'A36 par Burnhaupt.

## Histoire
Le1er janvier 2016, la commune devient une ancienne commune et prend le statut de commune déléguée, comme la commune d'Ammertzwiller. Ces deux communes sont déléguées de la nouvelle commune Bernwiller qui prend le statut de commune nouvelle et dont le chef-lieu est situé dans l'ancienne commune d'Ammertzwiller.

## Politique et administration
| Période   | Période          | Identité          | Étiquette | Qualité                                                       |
| --------- | ---------------- | ----------------- | --------- | ------------------------------------------------------------- |
| mars 1971 | 1983             | Henri Wirth       | gaulliste | Maire Émérite                                                 |
| 1984      | 2001             | Clément Meyer     |           | Maire honoraire, décédé le 30 décembre 2006 à l'âge de 64 ans |
| mars 2001 | 31 décembre 2015 | Philippe Schittly |           | Agent de maîtrise                                             |

## Démographie
L'évolution du nombre d'habitants est connue à travers les recensements de la population effectués dans la commune depuis 1793. À partir du 1er janvier 2009, les populations légales des communes sont publiées annuellement dans le cadre d'un recensement qui repose désormais sur une collecte d'information annuelle, concernant successivement tous les territoires communaux au cours d'une période de cinq ans. 
Pour les communes de moins de 10 000 habitants, une enquête de recensement portant sur toute la population est réalisée tous les cinq ans, les populations légales des années intermédiaires étant quant à elles estimées par interpolation ou extrapolation. Pour la commune, le premier recensement exhaustif entrant dans le cadre du nouveau dispositif a été réalisé en 2004,.
En 2013, la commune comptait 673 habitants, en évolution de +6,32 % par rapport à 2008 (Haut-Rhin : +1,54 %, France hors Mayotte : +2,49 %).
| 1793 | 1800 | 1806 | 1821 | 1831 | 1836 | 1841 | 1846 | 1851 |
| ---- | ---- | ---- | ---- | ---- | ---- | ---- | ---- | ---- |
| 489  | 520  | 554  | 533  | 583  | 601  | 613  | 662  | 641  |

| 1856 | 1861 | 1866 | 1871 | 1875 | 1880 | 1885 | 1890 | 1895 |
| ---- | ---- | ---- | ---- | ---- | ---- | ---- | ---- | ---- |
| 580  | 570  | 581  | 602  | 536  | 556  | 530  | 522  | 463  |

| 1900 | 1905 | 1910 | 1921 | 1926 | 1931 | 1936 | 1946 | 1954 |
| ---- | ---- | ---- | ---- | ---- | ---- | ---- | ---- | ---- |
| 474  | 457  | 476  | 385  | 386  | 364  | 347  | 390  | 372  |

| 1962 | 1968 | 1975 | 1982 | 1990 | 1999 | 2004 | 2009 | 2013 |
| ---- | ---- | ---- | ---- | ---- | ---- | ---- | ---- | ---- |
| 348  | 372  | 391  | 397  | 447  | 599  | 612  | 645  | 673  |

## Patrimoine et culture locale

### Lieux et monuments
L'église Saint-Jean a été sévèrement touchée par les bombardements de 1915, elle a été reconstruite en 1928 sur les ruines de l'ancien édifice de 1784, puis rénovée en 2004. À la flèche de 8 pans succède un clocher en forme de bulbe, surprenant dans la région. Statues et peintures remarquables agrémentent l'intérieur.
Le monument Jean-Jacques Henner est une œuvre de 1911 réalisée par le sculpteur Joseph Louis Enderlin. Une statue représentant le buste de l'illustre peintre du XIXe Jean-Jacques Henner trône à l'entrée du village, sorte d'hommage à l'enfant du pays.
Le blockhaus décoré est un autre hommage au peintre local, cette fresque a été réalisée sur un blockhaus de la dernière guerre par des enfants du village. Elle représente le peintre à différents moments de sa vie : sa maison natale, la villa Médicis de Rome où il reçut le prix de la ville en 1858...
|  |  |

### Tourisme
La ferme pédagogique : en avril 1995, la ferme pédagogique de Bernwiller ouvrait ses portes aux écoles, centres aérés, structures de l'enseignement spécialisé ainsi qu'aux familles.
L'association est créée en mai 1994 par des parents, des enseignants, des éducateurs. Elle a pour objet de proposer des activités pédagogiques et éducatives via la ferme, lieu d'observation, de réflexion et d'expérimentation. Elle a pour mission de préserver l'environnement rural, de transmettre l'héritage culturel de la ferme et du village.

### Personnalités liées à la commune
- Jean-Jacques Henner, peintre né dans la commune en 1829.
- Louis Schittly, cofondateur de Médecins sans frontières, né à Bernwiller en 1938.
- Louis Werner, peintre né à Bernwiller en 1824.

### Héraldique
| Blason de Bernwiller | Les armes de Bernwiller se blasonnent ainsi : « De gueules à la barre ondée d'argent, accompagnée de deux croix tréflées de même, l'une en chef et l'autre en pointe, et des deux lettres majuscules B et W d'or posées aux flancs. » |